# Морошкин, Иван Яковлевич
Иван Яковлевич Морошкин (1838—1890) — русский церковный писатель

.

## Биография
Родился в 1838 году в Твери, в семье священника Якова Лукича Морошкина (1799—1880), настоятеля Христорождественской церкви в Рыбаках (1829—1841); брат М. Я. Морошкина.
Окончил Тверскую духовную семинарию, а в 1865 году — Санкт-Петербургскую духовную академию со степенью кандидата богословия.
Наиболее выдающиеся из его статей: «Арсений Мацеевич и его дело» («Странник». — 1885); «Арсений Мацеевич, митрополит ростовский, в ссылке 1767—1772» («Русская старина». — 1885. — февраль, март, апрель); «Феофилакт Лопатинский» («Русская старина». — 1886. — январь и февраль); «Феодосий Яновский, архиепископ новгородский» («Русская старина». — 1887. — июль, октябрь и ноябрь); «Обзор литературы об Арсении Мацеевиче» («Библиограф». — 1886. — № 2, 3 и 4).
При его участии было издано пять томов собственноручных бумаг императрицы Екатерины II, хранившихся в архиве министерства иностранных дел (тома VII—X, XVII, XXII и XXVII).
Умер в чине надворного советника 27 апреля (9 мая) 1890 года. Похоронен на Волковском православном кладбище.